# San Pietro Infine
San Pietro Infine es un municipio situado en la provincia de Caserta, en la Campania (Italia). Tiene una población estimada, a fines de abril de 2022, de 851 habitantes.

## Demografía
| Gráfica de evolución demográfica de San Pietro Infine entre 1861 y 2022 |
|                                                                         |
| Fuente: ISTAT - Elaboración gráfica de Wikipedia                        |